# メトロセブン
メトロセブンあるいは環七高速鉄道（かんななこうそくてつどう）は、東京都特別区の都心部から約10km圏の北東部地域を結ぶ環状鉄道計画。北区の赤羽駅と江戸川区の葛西臨海公園駅を結ぶ計画である。主に環七通り＝都市計画道路環状7号（都道318号）の地下を利用する。当計画の名称はここからとられた。
当初の足立区・葛飾区・江戸川区の各地域を結ぶ構想から、現在では足立区西側に隣接する北区の赤羽駅まで延伸の上、同駅より西部地域を環状に結ぶエイトライナーと連絡し、特別区の外周部を相互に連絡する鉄道計画に発展した。

## 効果
現在、JR山手線とJR武蔵野線の間には環状鉄道がないため、新たな環状鉄道を作ることで以下の効果が見込まれている。
- 山手線と武蔵野線の間の環状鉄道空白地帯の解消
- 環状方向の移動利便性の向上
- 既存鉄道の混雑緩和
- 環状方向の地域の結束強化と活性化

PR活動も行われており、メトロセブン促進協議会が2018年に行った200名へのアンケートではメトロセブン構想の知名度は58%に上っており、「『メトロセブン』が完成したら、利用したいですか？」という質問においては「利用したい」が78%となっている。

## 設置駅（想定）
促進協議会が挙げている設置駅は以下の通り。当然これは暫定的な方針であり、今後の計画の進展によっては変更されることも大いにありうる。（強調表記は結節駅。それ以外は中間駅）
- 赤羽駅　（JR宇都宮線（東北本線）、高崎線、湘南新宿ライン、京浜東北線、埼京線）
- 志茂地区（志茂南） （促進協議会によれば東京メトロ南北線を「接続が想定される主な路線」に挙げている[1]）
- 新田地区
- 鹿浜地区
- 江北陸橋付近　（環七を迂回して都営日暮里・舎人ライナーと結節する案もある）
- 西新井地区
- 西新井駅　（東武伊勢崎線、大師線）
- 梅島陸橋付近
- 六町駅　（首都圏新都市鉄道つくばエクスプレス線：環七から1km程度離れており、迂回が必要である）
- 大谷田陸橋付近（1km付近には東京メトロ千代田線北綾瀬駅がある）
- 亀有駅　（JR常磐線（各駅停車））
- 青砥駅　（京成本線、押上線）
- 奥戸地区
- 上一色地区（東新小岩）（JR総武本線新小岩 - 小岩間：現在ここに総武本線の駅は存在しない。メトロセブン開業に向けて新駅を設置した場合）
- 松本地区
- 西一之江
- 一之江駅　（都営新宿線）
- 江戸川地区（江戸川六丁目）
- 葛西駅　（東京メトロ東西線）
- 東葛西地区（または南葛西）
- 葛西臨海公園駅　（JR京葉線）

## 課題
環状七号線沿いは非常に大きな需要（後述）があるものの、ビルなどが建ち並んでおり、用地買収などの問題から地下路線にせざるを得ない。地下路線となれば、総工費は1.5兆円を超え、もし銀行などから返済期間30年の借入金で建設したとしても、年間の利益は返済額を約430億円下回り債務超過に陥る。
莫大な総工費を減らすため、車両をリニア地下鉄としトンネルを小さくするのが無難だが、1kmあたりの利用者数は都営地下鉄大江戸線の2倍の利用が予測されており、東京都交通局12-000形電車のように車両を小型化することが難しい。また、他社路線への乗り入れを考える面でも、リニア地下鉄は避けなければならない。
新路線導入空間となる環状七号線は交差する道路や鉄道と立体交差が多く、それら既存の構造物との空間上の調整を図ると同時に、地下構造物の埋設状況や軟弱地盤の調査などを行う必要がある。
また、大きな需要があるとされているが、その試算根拠が極めて薄いものである。シャトルセブンレベルでの輸送で十分であることから考えても「1kmあたりの利用者数は都営地下鉄大江戸線の2倍の利用を予測」というのは明らかな過大予測であり、より正確な試算を求める声もある。

## シャトルセブン

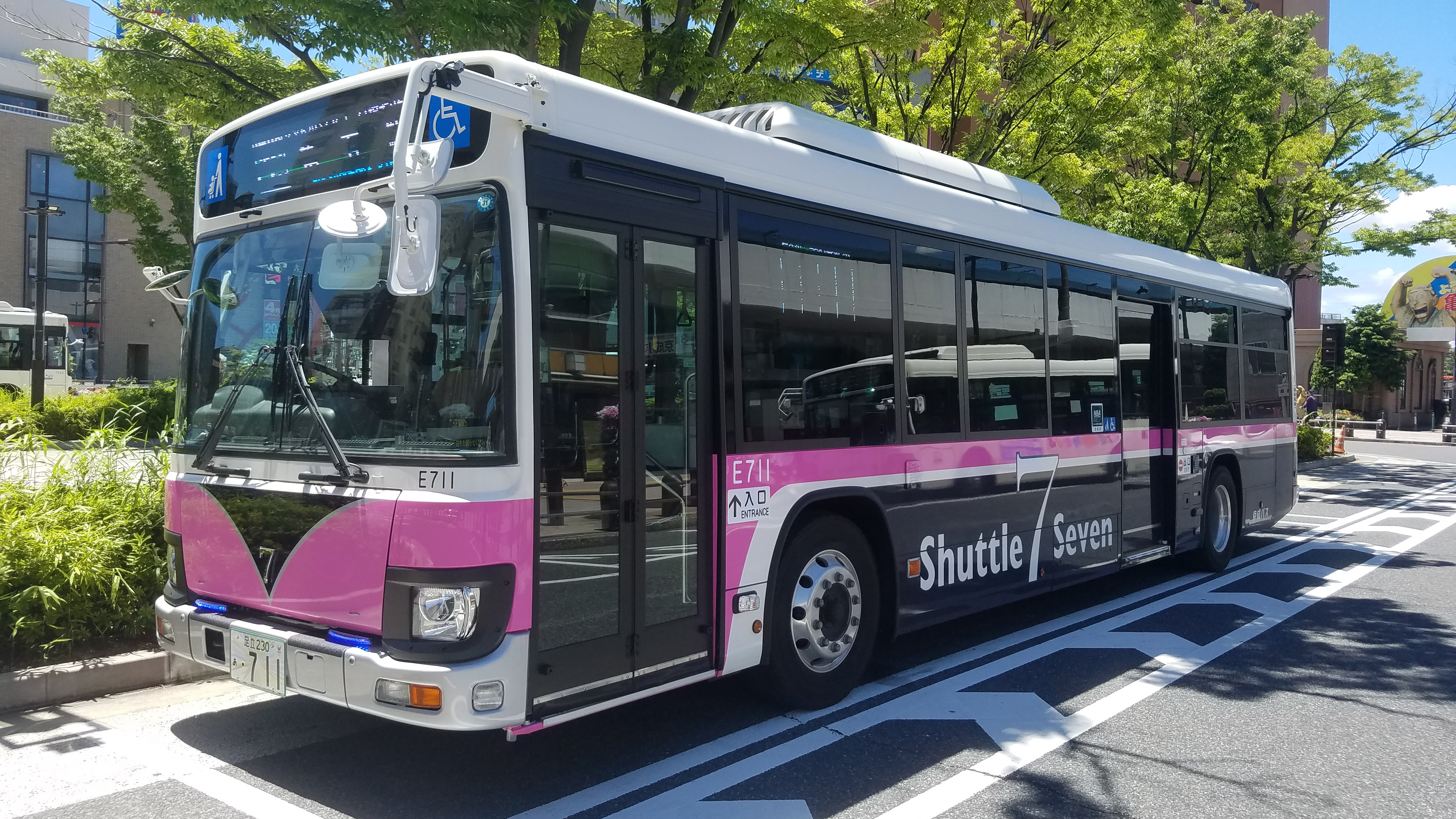
運行されているシャトルセブンのバス。

路線が計画されている江戸川区は、JR総武線や東京メトロ東西線・都営地下鉄新宿線など、東西方向の鉄道網が発達しているものの、南北方向の鉄道は運行していない。そのため、南北交通の充実という点で当路線計画に対する期待が高い。
江戸川区では、南北交通の充実という課題を解決するため、2007年からバス路線「シャトルセブン」の試験運行を開始した。京成バス江戸川営業所が車両の運行を行い、経由地は当路線計画とほぼ同じで、亀有駅・小岩駅 - 一之江駅 - 葛西駅 - 葛西臨海公園駅 - 東京ディズニーリゾートとなっている。2009年から正式路線として運行を行っている。
その需要の高さから幾度も増便されており、さらなる増便を望む声もあるものの、小岩駅、及び亀有駅でのバスの発着が飽和状態になっており、これ以上の増発は難しい状況となっている。